# Período Shōwa
O período Showa (昭和時代, Shōwa jidai, literalmente "período iluminado de paz/harmonia"), ou Era Showa, é o período da história do Japão correspondente ao reinado do Imperador Showa, Hirohito, de 25 de dezembro de 1926 até 7 de janeiro de 1989.
O período Showa foi o mais longo período de todos os reinados dos Imperadores japoneses anteriores. Durante o período pré-1945, o Japão foi tomado pelo totalitarismo político, ultranacionalismo e imperialismo militar, culminando na invasão japonesa da China em 1937. Isso era parte de um período de grandes convulsões e conflitos sociais no mundo todo, como a Grande Depressão e a Segunda Guerra Mundial.
A derrota na Segunda Guerra Mundial trouxe mudanças radicais para o Japão. Pela primeira e única vez em sua história, o país foi ocupado por forças estrangeiras; uma ocupação que durou sete anos. A ocupação dos aliados trouxe grandes reformas democráticas, levando ao fim do status do imperador como um deus vivo e a transformação do Japão em uma democracia com uma monarquia constitucional. Em 1952, com o Tratado de São Francisco, ele tornou-se de novo uma nação soberana. O período Showa pós-guerra também levou ao Milagre econômico japonês.
Dessa maneira, os períodos pré-1945 e pós-guerra possuíam estados completamente diferentes. O período Showa pré-1945 (1926-1945) refere-se ao Império do Japão , enquanto o período Showa pós-1945 (1945-1989) foi parte do Estado do Japão.

## Etimologia
Em seu discurso de coroação, que foi lido ao povo, o recém-entronado imperador definiu essa nova era, ou nengo, "Eu visitei os campos de batalha da Grande Guerra na França. Vendo tamanha devastação, eu compreendo a bênção da paz e a necessidade de amizade entre as nações.". Entretanto, o começo do período Showa foi tudo menos pacífico.

## Fim da “Democracia Taisho”
A eleição de Kato Takaaki como Primeiro Ministro do Japão continuou com as reformas democráticas que haviam sido defendidas por indivíduos influentes do liberalismo. Isso culminou com o sufrágio universal masculino em março de 1925. Essa lei concedeu a todos os homens, com idade acima de 25 anos, o direito ao voto, desde que eles tivessem vivido no distrito eleitoral por pelo menos um ano e que não fossem desabrigados. O eleitorado aumentou de 3,3 milhões para 12,5 milhões de eleitores.
A pressão dos conservadores, entretanto, forçou a aprovação da Lei de Preservação da Paz de 1925 junto com outras legislações antirradicais, apenas dez dias antes da aprovação do sufrágio universal masculino. O Ato de Preservação da Paz restringiu severamente a liberdade individual no Japão. Ele acabou com os grupos que queriam alterar o sistema de governo ou abolir a propriedade privada. Os partidários esquerdistas influenciados pela Revolução Russa de 1917 foram consequentemente esmagados. Isto, em parte, deve-se ao Ato de Preservação da Paz, mas também é devido a fragmentação geral da esquerda.
Os conservadores forçaram a aprovação da Lei de Preservação da Paz porque os líderes dos partidos e os políticos da era Taisho sentiram que, depois da Primeira Guerra Mundial, o estado estava correndo risco de movimentos revolucionários. O estado japonês nunca definiu claramente uma fronteira entre as matérias pública e privada e, assim, exigia lealdade em todas as esferas da sociedade. Consequentemente, qualquer ataque ideológico, como uma proposta de reforma socialista, era vista como um ataque para a própria existência do estado.
Após a aprovação da Lei de Preservação da Paz e da legislação respectiva, o kokutai emergiu como o símbolo do estado. Ele era visto como uma barreira contra os movimentos comunistas e os anarquistas no Japão. Com o desafio da Grande Depressão no horizonte, esta seria a sentença de morte para a democracia parlamentar do país.

## A Conferência de Washington e o Incidente de Mukden
Após a Grande Guerra, as potências ocidentais, influenciadas pela ideologia wilsoniana, tentaram um esforço pelo desarmamento universal. Na Conferência Naval de Washington de 1921-1922, as grandes potências se reuniram para impor limites no armamento naval. O Tratado Naval de Washington de 1922 limitou a competição de navios e porta-aviões para uma razão de 5:5:3 para o Reino Unido, Estados Unidos e Japão, respectivamente. Ultranacionalistas japoneses viram isto como uma tentativa das potências do ocidente de limitar o expansionismo japonês para uma região do globo sobre o qual eles não tinham interesse. Mas, aqueles que estavam no poder no Japão prontamente concordaram com o desarmamento, pois perceberam que o gosto pela guerra no mundo havia minguado depois da Primeira Guerra Mundial e sabiam que a proporção era suficiente para manter a hegemonia no Pacífico.
Em 1924, entretanto, as relações amistosas entre Estados Unidos e Japão foi abaladas pelo Ato de Exclusão japonês. Este ato interrompia a imigração japonesa para os Estados Unidos e rebaixava os imigrantes japoneses para o nível dos outros asiáticos (que já estavam excluídos). A reação esmagadora no Japão, tanto nas classes mais altas como nos comícios de massa que refletiam a opinião pública, era hostil e firme. Comentaristas sugeriram o uso de armas de uma guerra de raças e clamou por mais investimentos nas forças armadas japonesas.
De 1928 a 1932, a crise doméstica não podia mais ser evitada. Apesar de a esquerda ter sido vigorosamente combatida pelo estado, a Grande Depressão trouxe novas dificuldades para o povo japonês. Os preços da seda e do arroz caíram e as exportações diminuíram 50%. O desemprego nas cidades e no campo disparou e pequenas agitações sociais começaram a surgir.
Enquanto isso, a Conferência Naval de Londres ocorreu em 1930. Seu objetivo era expandir o Sistema do Tratado de Washington. O governo japonês desejava que a razão aumentasse para 10:10:7, mas essa proposta foi rapidamente rejeitada pelos Estados Unidos. Graças às reuniões de bastidores e outras intrigas, o Japão conseguiu uma vantagem de 5:4 em cruzadores pesados, mas esse pequeno gesto não satisfez a população japonesa, que estava gradativamente sendo influenciada pelos vários grupos ultranacionalistas que se espalhavam pelo país. Como resultado de seus fracassos no Tratado Naval de Londres, o Primeiro Ministro Hamaguchi Osachi foi alvejado em 14 de novembro de 1930, por um ultranacionalista, e morreu em 1931.
Nessa época, o governo civil perdeu o controle da população. Um correspondente do  The New York Times chamou o Japão de um país controlado por um "governo de assassinato". O exército, agindo independentemente do próprio governo do Japão, aproveitou-se da oportunidade e invadiu a Manchúria no verão de 1931.
Desde a Guerra Russo-Japonesa de 1905, o Japão possuía uma presença militar na Manchúria. Após uma pequena explosão nos trilhos de uma ferrovia japonesa, ao norte de Mukden, o exército japonês mobilizou o Exército de Guangdong e atacou as tropas chinesas. O governo Minseito, liderado pelo sucessor de Hamaguchi, Wakatsuki Reijiro, não foi capaz de conter a ofensiva militar. O Exército de Guangdong conquistou toda a Manchúria e instalou o estado fantoche de Manchukuo. Boa parte do governo, agora dominada por oficiais do exército, votaram a favor da retirada da Liga das Nações. As primeiras sementes do conflito que viria foram plantadas.

## Ascensão do Nacionalismo
Antes de 1868, a maioria dos japoneses identificavam-se mais com os seus domínio feudais do que com a ideia de um "Japão" como um todo.  Quando o Xogunato Tokugawa foi derrubado, os líderes da revolução, o Domínio de Satsuma e o Domínio de Choshu (Aliança Satchō) eram ideologicamente opostos à casa de Tokugawa desde a Batalha de Sekigahara. O período Meiji mudou tudo isso. Com a introdução da educação em massa, conscrição, industrialização, centralização e a vitórias em guerras pela Ásia, o nacionalismo japonês começou a surgir com grande força na sociedade. A educação em massa e a conscrição serviram como meio de doutrinar as gerações mais novas com a "ideia do Japão" como uma nação ao invés de uma série de daimyos. Neste sentido, a lealdade aos senhores feudais foi substituída pela lealdade ao estado. A industrialização e a centralização deram aos japoneses um forte sendo de que o país deles poderia rivalizar com as potências ocidentais tanto em termos tecnológicos como em termos sociais. Além disso, as vitórias nas guerras externas deram à população a sensação de orgulho militar para a nação.
A ascensão do nacionalismo japonês coincidiu com o crescimento do nacionalismo no Ocidente. Alguns conservadores como Gondo Seikei e Asahi Heigo viam a rápida industrialização do Japão como algo a ser visto com cautela. Parecia, por um tempo, que o Japão estava se tornando muito ocidentalizado e que se isso não fosse controlado, o país poderia perder parte de sua identidade. Durante o período Meiji, esses nacionalistas protestaram contra os Tratados Desiguais, mas nos anos seguintes à Primeira Guerra Mundial a oposição do Ocidente às ambições imperiais japonesas e as restrições à imigração japonesa mudaram o foco do movimento nacionalista no Japão.
O nacionalismo japonês foi impulsionado pelo conceito romântico do Bushido e conduzido por uma preocupação moderna com o desenvolvimento industrial acelerado e a dominação estratégica no leste asiático. Eles viam a Intervenção Tripla, de 1895, como uma ameaça à sobrevivência japonesa no leste da Ásia e advertiam que as "Potências ABCD" (Estados Unidos, Reino Unido, China e a Países Baixos) eram uma ameaça para o Império japonês. Para eles, a única solução era a conquista e a guerra.
Durante a primeira metade da era Showa, a discriminação racial contra asiáticos de outros países era normal no Império do Japão, tendo começado com o início do colonialismo japonês. Desse modo, o regime Showa pregava a superioridade racial e teorias racistas, baseado na natureza sagrada do Yamato-damashii. Um dos professores do Imperador Showa, o historiador Kurakichi Shiratori, observou: "Portanto, nada no mundo se compara à natureza divina (shinsei) da casa imperial e à majestade de nossa política nacional (kokutai). Aqui está uma grande razão para a superioridade do Japão.".
O Pacto Anticomintern trouxe ideologias nazistas ao Japão, que tentou, mas não conseguiu, incluir argumentos anti-semitas na discussão pública. Quando o governo apresentou a imagem popular dos judeus, não era para perseguir mas para fortalecer a uniformidade da ideologia doméstica.
As políticas antissemitas da Alemanha nazista de Adolf Hitler foram recusadas quando o Ministro das Relações Exteriores do Japão, Yosuke Matsuoka, disse que
| “ | Eu nunca prometi que iria realizar políticas antissemitas no Japão. Essa não é simplesmente a minha opinião, é a opinião do Japão, e eu não tenho vergonha de anunciar isso para o mundo. | ” |

O general do Exército Imperial Japonês, Kiichiro Higuchi, e o coronel Norihiro Yasue permitiram que 20 mil judeus entrassem em Manchukuo, em 1938. Higuchi e Yasue foram bem vistos por seus atos e posteriormente foram convidados para cerimônias de independência do Estado de Israel. O diplomata Chiune Sugihara concedeu vistos de viagem para mais de 6 mil judeus lituanos para que fugissem da ocupação alemã e viajassem para o Japão. Em 1985, Israel lhe concedeu uma honraria como Justo entre as Nações por seus atos.

## Estado militar

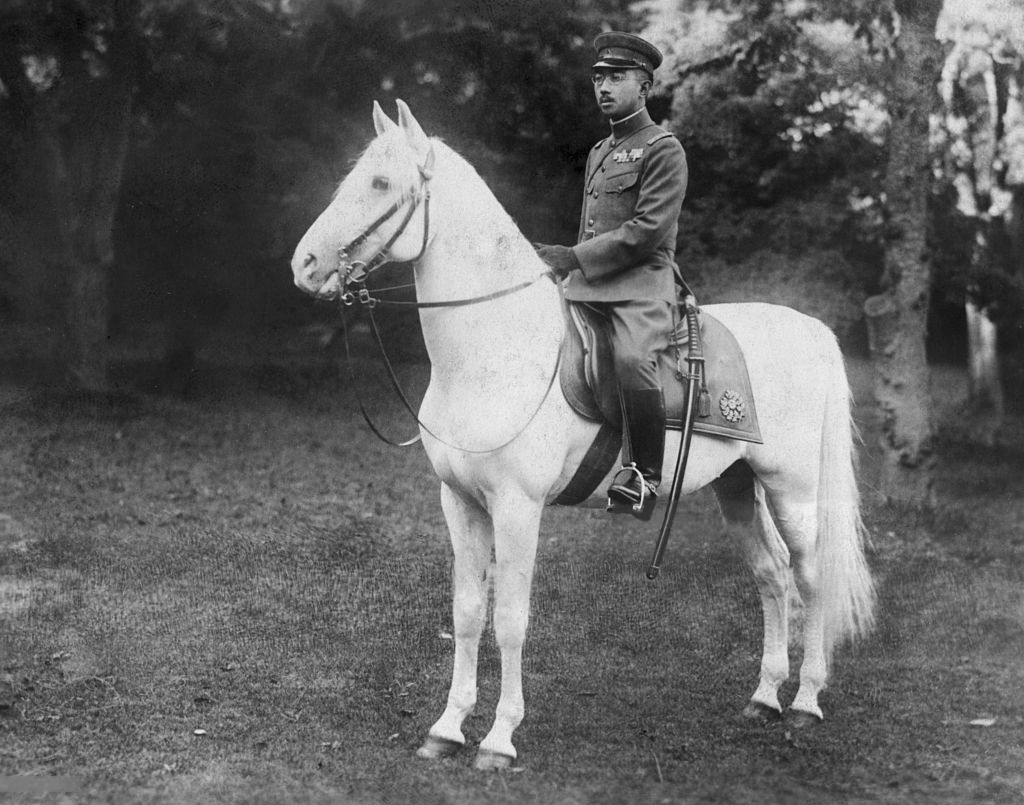
Hirohito e seu cavalo imperial, Shirayuki.

A retirada da Liga das Nações significou que o Japão estava por si. O Japão não tinha aliados fortes e suas ações foram internacionalmente condenadas, enquanto internamente o nacionalismo popular estava crescendo. Líderes locais, como prefeitos, professores e monges xintoístas foram recrutados por vários movimentos para doutrinar a população com ideais ultranacionalistas. Eles tinham pouco tempo para as ideias pragmáticas da elite e dos partidos políticos. A lealdade deles era para o Imperador e os militares. Em março de 1932, o plano de assassinato da Liga do Sangue e o caos surgido devido ao julgamento de seus conspiradores erodiram ainda mais a força da lei no período Showa. Em maio do mesmo ano, um grupo de extrema direita de oficiais do Exército e da Marinha tiveram sucesso em assassinar o Primeiro Ministro Inukai Tsuyoshi. O plano não conseguiu realizar um completo golpe de estado, mas efetivou o fim do domínio dos partidos políticos no Japão.
De 1932 a 1936, o país foi governado por almirantes. A crescente simpatia pelo nacionalismo levou a uma crônica instabilidade no governo. Políticas moderadas eram difíceis de serem aprovadas. A crise teve seu auge em 26 de fevereiro de 1936. No que foi conhecido como o Incidente de 26 de Fevereiro, cerca de 1,5 mil soldados ultranacionalistas marcharam no centro de Tokyo.  Sua missão era assassinar o governante e promover a "Restauração Shōwa". O Primeiro Ministro Okada sobreviveu à tentativa de golpe se escondendo em um galpão de armazenamento em sua casa, mas o golpe apenas terminou quando o Imperador Hirohito pessoalmente ordenou um fim para o banho de sangue.
Nesse estado, a ideia de uma Esfera de Coprosperidade do grande Leste Asiático começou a ser fomentada. Os nacionalistas acreditavam que as "Potências ABCD" eram uma ameaça para todos os asiáticos e que a Ásia somente sobreviveria se seguisse o exemplo japonês. O Japão foi a única potência asiática e não ocidental a conseguir se industrializar com sucesso e rivalizar com os impérios ocidentais. Embora frequentemente descrita pelos observadores ocidentais como uma fachada para a expansão do exército japonês, a ideia por trás da Esfera de Coprosperidade era a de que Ásia deveria se unir contra as potências ocidentais e o imperialismo do Ocidente sobre o auspício dos japoneses. A ideia conseguiu a influência dos aspectos paternalistas do Confucionismo e do Xintoísmo estatal. Assim, o principal objetivo da Esfera era o hakko ichiu, a unificação dos oito cantos do mundo sobre o domínio (kôdô) do Imperador Showa.
A realidade durante esse período era diferente da propaganda. Algumas nacionalidades e grupos étnicos eram marginalizados e durante a rápida expansão militar nos países estrangeiros, o Quartel-General Imperial tolerou muitas atrocidades contra as populações locais, tais como: os experimentos da Unidade 731, o sanko sakusen, o uso de armas químicas e biológicas e os massacres de civis tais como os de Naquim, Singapura e Manila.
Algumas atrocidades foram motivadas por preconceitos raciais, como, por exemplo, o pensamento dos soldados japoneses de que os chineses capturados não eram dignos de consideração.

## Segunda Guerra Sino-Japonesa

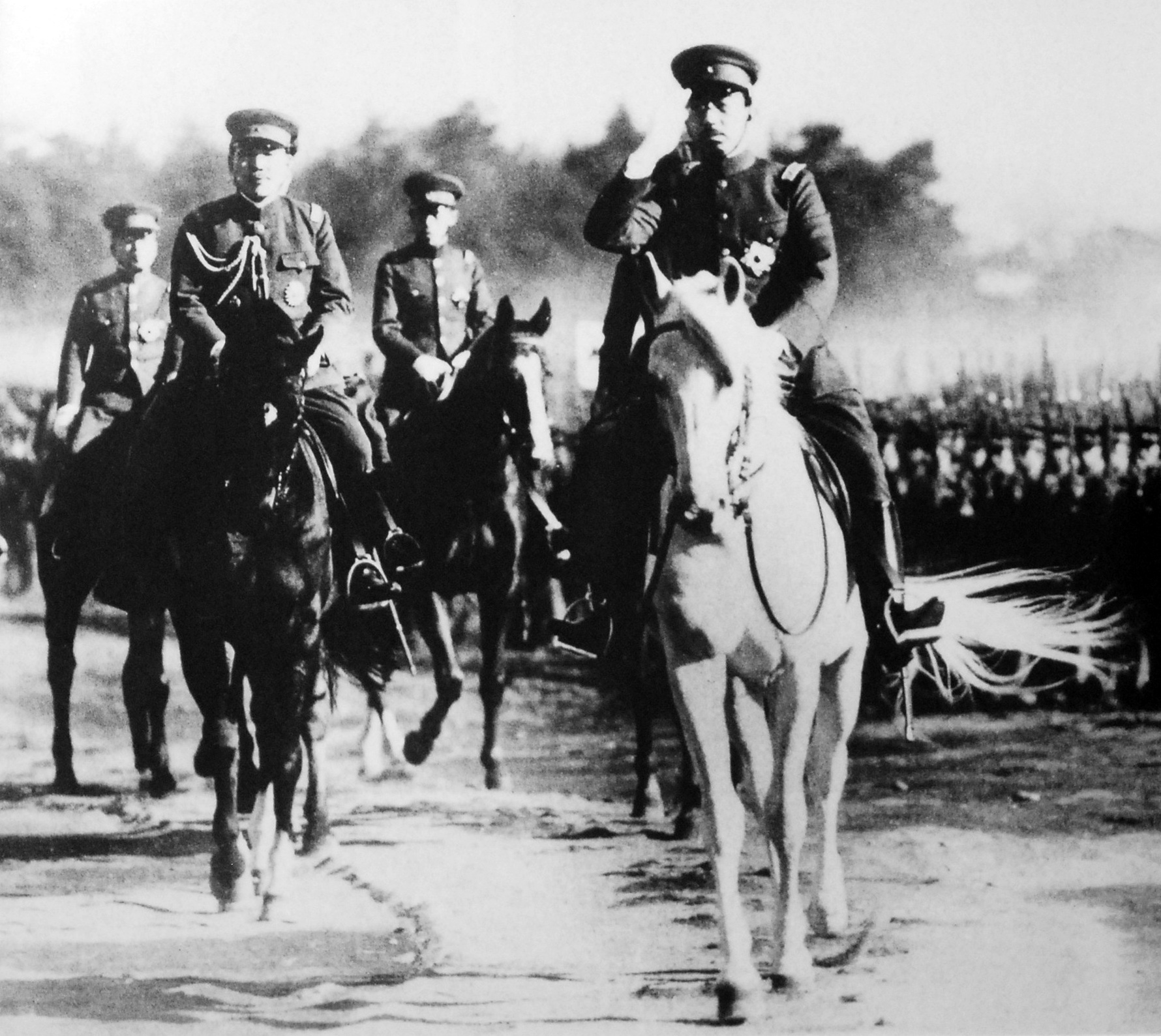
O Imperador Showa conduzindo seu cavalo durante uma inspeção do exército em agosto de 1938

Em julho de 1937, o Japão Imperial colocou sua população em guerra mais uma vez. Em 7 de julho de 1937, na Ponte Marco Polo, o exército japonês de Kwangtung acampado lá usou explosões ouvidas vindas do lado chinês da Manchúria como pretexto para a invasão. A invasão levou a uma guerra de grande proporção, aprovada pelo Imperador Showa e chamada de "guerra sagrada" (Seisen) na propaganda imperial.
Na época, porém, a China estava dividida internamente entre o Partido Comunista da China (CPC), que estava sob a liderança de Mao Tsé-Tung, e o governo nacionalista da China, o Kuomintang (KMT), sob a liderança de Chiang Kai-shek.
Os anos de 1937-1938 foram uma época de rápido e grande sucesso para os japoneses. Eles também tinham um grande número de vantagens sobre o exército chinês. Enquanto o Exército Japonês possuía uma força menor de blindados e artilharia que o Ocidente, eles estavam muito a frente da China nesse aspecto e também possuíam a terceira maior marinha do mundo, com 12 couraçados, 8 porta-aviões e muitas centenas de navios menores, enquanto os chineses possuíam apenas 1 cruzador leve moderno, 5 cruzadores protegidos obsoletos e alguns contratorpedeiros antigos. A Força Aérea Imperial era maior numericamente e em treino, mas no início estava em igualdade tecnológica com a Força Aérea Chinesa, que era equipada com uma larga gama de aeronaves estrangeiras, principalmente caças Curtiss Hawk III, que eram comparáveis ao Kawasaki Ki-10 japonês. A única inferioridade que os japoneses tinham eram em quantidade de soldados e em falta de conhecimento do território que lutavam, o que era compensado com melhor treino, melhor suporte de aviação e artilharia e superioridade naval. No início, os japoneses abateram o 29º Exército de Elite em Kupeikou e logo ocuparam Pequim, no final de julho de 1937. A partir daí, os japoneses avançaram para o sul através das principais linhas ferroviárias (Peiping-Suiyan, Peiping-Hankow, and Tientsin-Pukow).  Elas foram conquistadas facilmente pelo superior exército japonês.
Em outubro, os melhores exércitos de Chiang Kai-shek foram derrotados em Xangai. No final do ano, a capital, Nanquim, também foi conquistada. O uso de táticas de terra queimada por ambos os lados, os chineses com a Enchente do Rio Amarelo de 1938 e depois os japoneses com a Política dos Três Tudos, "mate tudo, queime tudo, saqueie tudo", iniciada em 1940, custou milhões de vidas. Os nacionalistas chineses recorreram a táticas de guerrilha civil massivas, que cansaram e frustraram as forças japonesas. Inúmeros civis chineses foram executados sob a suspeita de serem combatentes da resistência. As atrocidades japonesas em Nanquim, outros lugares da China e Manchukuo foram todas bem documentadas.
Em 1939, o esforço de guerra japonês tornou-se um beco sem saída. O exército japonês conquistou a maioria das cidades vitais da China, incluindo Xangai, Nanquim, Pequim e Wuhan. Os nacionalistas e os comunistas, entretanto, combateram a partir de Chongqing e Yenan, respectivamente.

## Segunda Guerra Mundial
Negociações para uma aliança Alemanha-Japão começaram em 1937, com o início das hostilidades entre Japão e China. Em 27 de setembro de 1940, o Pacto Tripartite foi assinado, criando o Eixo Roma-Tokyo-Berlim. O atoleiro na China não parou as ambições imperiais de criar uma Esfera de Coprosperidade do Grande Leste Asiático. De fato, a Segunda Guerra Sino-Japonesa aumentou a necessidade de petróleo, que poderia ser encontrado nas Índias Orientais Holandesas. Em 13 de dezembro de 1937, o Exército Imperial Japonês, tomou Nanquim, a capital da China na época, iniciando os crimes de guerra de genocídio, o Massacre de Nanquim, que resultou em grandes quantidades de mortes de civis e estupro de mulheres chinesas, incluindo crianças e idosos. O número exato de vítimas é motivo de discussão entre historiadores chineses e japoneses. Após o Quartel-General Imperial se recusar a remover suas tropas da China (excluindo Manchukuo) e da Indochina Francesa, Franklin Delano Roosevelt anunciou em julho de 1941 um embargo de petróleo ao Japão. Usando isso como justificativa para a guerra, o Quarte-General Imperial lançou a Guerra do Pacífico, que começou com um ataque surpresa à base naval dos Estados Unidos em Pearl Harbor, em 7 de dezembro de 1941.
Nos seis meses seguintes, os japoneses tiveram a iniciativa e foram para a ofensiva. Hong Kong foi conquistada em 8 de dezembro de 1941. No verão de 1942, o Japão conquistou Myanmar, Tailândia, as Índias Orientais Holandesas e as Filipinas. A decisiva batalha naval e aérea de Midway que ocorreu no começo de junho de 1942, entretanto, mudou a dinâmica da guerra. O Japão passou a se defender enquanto os americanos perseguiam sua política de Leapfrogging (ilha a ilha).
Tokyo foi repetidas vezes bombardeada em 1945 e, no começo da primavera e verão de 1945, Iwojima e Okinawa foram tomadas pelos americanos. Finalmente, o golpe final no Império do Japão veio em agosto de 1945. Em 6 de agosto, uma bomba atômica foi lançada sobre Hiroshima, matando aproximadamente 140 mil pessoas. Em 8 de agosto, a União Soviética invadiu Manchukuo. Em 9 de agosto, Nagasaki foi o local onde ocorreu o segundo ataque nuclear da história da humanidade. O governo do Império Japonês declarou sua rendição em 14 de agosto. A cerimônia oficial de rendição ocorreu em 2 de setembro.

## Derrota e ocupação pelos Aliados
Com a derrota do Império do Japão, as potências aliadas dissolveram o Império do Japão. A União Soviética foi responsável pela Coreia do Norte bem como as ilhas que ela tinha cedido aos japoneses durante a Guerra Russo-Japonesa. Os Estados Unidos tomaram a responsabilidade pelo resto das possessões do Japão na Oceania. A China, por sua vez, mergulhou em uma guerra civil. O General Douglas MacArthur foi nomeado para liderar a Ocupação Aliada do Japão como Comandante Supremo das Forças Aliadas.
As forças militares do Japão foram desmanteladas completamente e o absolutismo do Imperador foi revogado pela Constituição Pós-guerra. O Artigo 9 da Constituição Pós-guerra proibiu o Japão para sempre de declarar guerra a um país estrangeiro.
Um Tribunal de Crimes de Guerra, semelhante ao de Nuremberg, foi instalado em Tokyo. Alguns membros proeminentes do gabinete japonês foram executados, sendo o mais notável o ex-Primeiro Ministro Tojo Hideki. No entanto, o político supremo do antigo Império, Imperador Hirohito, não foi julgado na corte de Tokyo e não foi destronado. O mesmo ocorreu com todos os outros membros da família imperial, tais como Príncipe Chichibu, Príncipe Takeda, Príncipe Higashikuni e Príncipe Asaka, gerando a ira de alguns dos Aliados.
De acordo com a Constituição Pós-guerra, o Imperador é proibido de exercer qualquer papel na política, como o monarca nominal. Mas, Hirohito continuou envolvido com a política. Ele reivindicou a ocupação militar de Okinawa pelos Estados Unidos durante a ocupação (em setembro de 1947) e disse “Os bombardeios atômicos eram inevitáveis.” (em 31 de outubro de 1975).
Ao mesmo tempo, os Aliados também tentaram diminuir o poder dos zaibatsu mas não obtiveram muito sucesso. O Japão sofreu um processo de democratização e liberalização de acordo com os ideais americanos. Um sistema político parlamentarista com partidos foi estabelecido. Antigas organizações de esquerda como o Partido Social Democrata e o Partido Comunista Japonês se reafirmaram. Os dois partidos dominantes na época eram o Partido Liberal e o Partido Democrático do Japão. As primeiras eleições pós-guerra ocorreram em 1946. Nessa eleição, as mulheres puderam votar pela primeira vez.
Shigeru Yoshida foi eleito como Primeiro Ministro do Japão. Sua política, conhecida como a ‘’Doutrina Yoshida’’ enfatizou a dependência militar dos Estados Unidos e promoveu o crescimento econômico desenfreado. Como as tensões da Guerra Fria aumentaram, os Estados Unidos e o Japão assinaram o Tratado de São Francisco, que passou a vigorar a partir de 28 de abril de 1952. O Japão tornou-se uma nação soberana outra vez.

## “O milagre japonês”

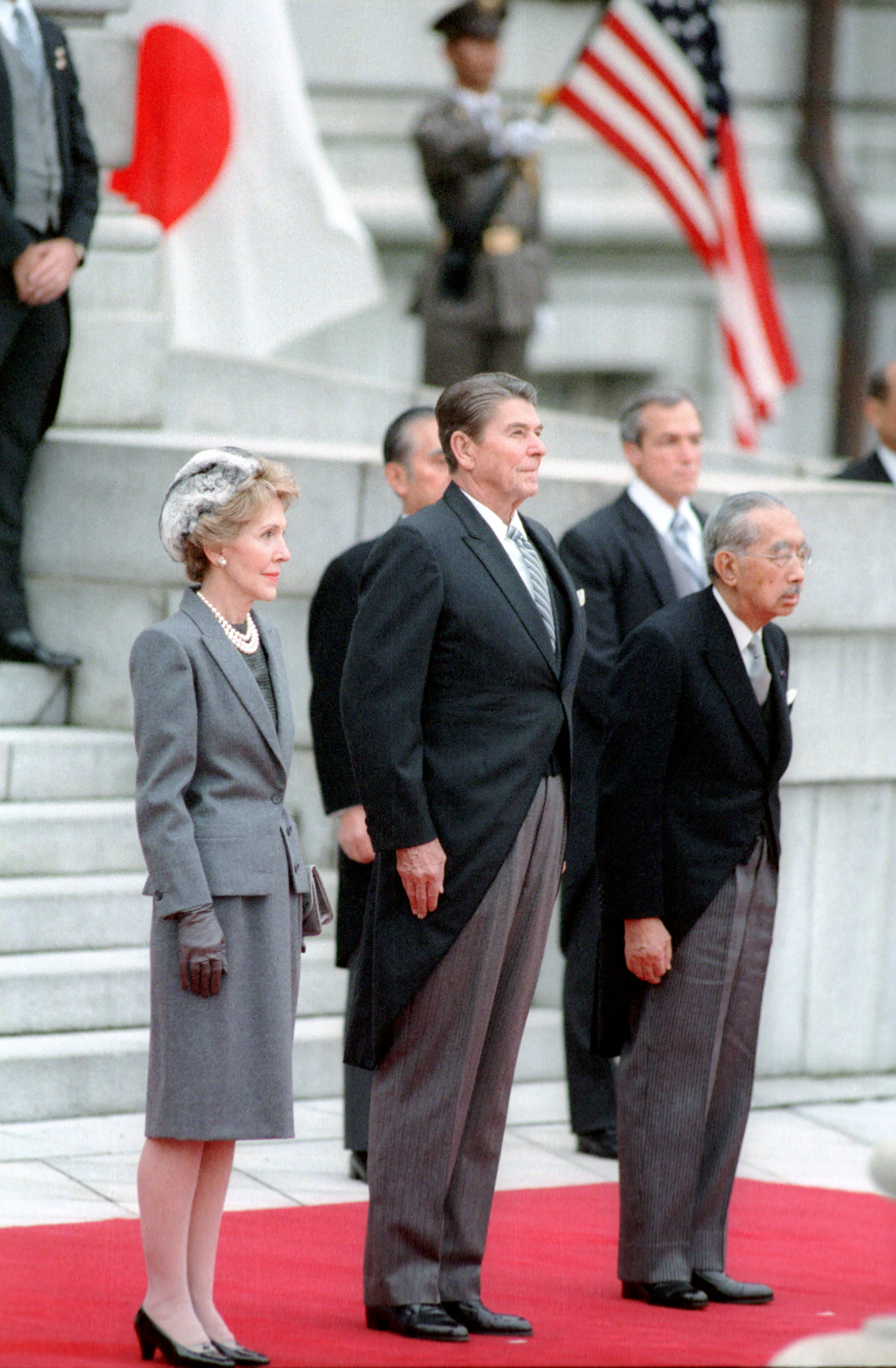
Hirohito com o presidente americano Ronald Reagan, em 1983.

De 1954 até a morte do Imperador Showa, o Japão se reconstruiu politicamente e economicamente e seu poder econômico lhe deu muito mais dominância do que ele nunca teve militarmente. A Doutrina Yoshida, combinada como os investimentos externos dos Estados Unidos e a intervenção econômica do governo japonês, estimulou um milagre econômico semelhante ao wirtschaftswunder da Alemanha Ocidental. O governo japonês se esforçou para incentivar o desenvolvimento industrial através de uma mistura de protecionismo com expansão comercial. A criação do Ministério do Comércio Internacional e Indústria (MITI) é normalmente visto com um instrumento vital para a recuperação econômica japonesa pós-guerra.
Em 1954, o sistema MITI estava em efetivo funcionamento. O sucessor de Yoshida, Hayato Ikeda, começou a praticar políticas econômicas que removeram muitas da leis anti-monopólio japonesas. Isso levou ao aparecimento do keiretsu, que era muito semelhante ao zaibatsu do período pré-guerra. Companhias estrangeiras foram “expulsas” do mercado japonês e leis protecionistas rígidas foram aprovadas.
Nos últimos anos do período Showa, a economia do Japão ascendeu e se tornou a segunda maior do mundo, atrás dos Estados Unidos, mantendo essa posição até 2011, quando foi ultrapassada pela China. Apesar de quase 40 anos de crescimento econômico contínuo, em 1993 (depois da morte de Hirohito em 1989), a bolha econômica estourou e o Japão foi lançado em um período de recessão que durou toda a década de 1990.